# NAMRIGHTS

Hauptbüro in Windhoek, Namibia

NAMRIGHTS, auch NamRights (bis 31. Dezember 2010: National Society for Human Rights (NSHR), zu deutsch Nationale Gesellschaft für Menschenrechte (NGfM)) ist eine nichtstaatliche Organisation (Non-Profit), welche sich für die Einhaltung der weltweit geltenden Menschenrechte und deren Sicherung in Namibia und weltweit einsetzt. Grundlage ihrer Arbeit sind die Allgemeine Erklärung der Menschenrechte sowie einer Reihe weiterer Menschenrechtsdokumente.
Die Abkürzung steht für „Namibian Rights and Responsibilities“ (namibische Rechte und Verantwortungen).

## Organisation
Der Hauptsitz befindet sich in der namibischen Hauptstadt Windhoek. Darüber hinaus gibt es noch sechs weitere Regionalbüros in Oshakati, Rundu, Opuwo, Katima Mulilo, Eenhana und Mariental.
Auf Grund der geringen Bedeutung der politischen Opposition in Namibia kommt einer kleinen Anzahl an zivilgesellschaftlichen Akteuren eine große Rolle zu. Die NAMRIGHTS gehört dabei zu den auffälligsten Akteuren in der politischen Landschaft Namibias. Kritik an Regierungsversäumnissen, den Praktiken der SWAPO-Funktionäre und Regierungspolitiker sowie andere politische Themen werden von der Organisation aufgegriffen.
Im November 2006 reichte die Organisation Klage vor dem Internationalen Strafgerichtshof unter anderem gegen den ehemaligen namibischen Staatspräsidenten Sam Nujoma ein. Grund für die Klage ist laut NAMRIGHTS die Weigerung Nujomas Stellung zum Schicksal von ca. 4200 sowohl während des Befreiungskampfes, als auch während der Amtszeit Nujomas (unter anderem im Zuge des Caprivi-Konflikt) verschwundenen Personen zu nehmen, sowie die Ablehnung durch die Regierung, Menschenrechtsverletzungen zu Zeiten des Befreiungskampfes in Namibia durch die südafrikanische Wahrheits- und Versöhnungskommission untersuchen zu lassen.
Nujoma ist durch die Verfassung als ehemaliger Präsident vor einer strafrechtlichen Verfolgung in Namibia geschützt, wodurch er infolge der Immunität national nicht juristisch belangt werden kann.

## Ziele
Ziele der Organisation sind:
- Die Förderung von Demokratie, Rechtsstaatlichkeit, Gerechtigkeit und Unabhängigkeit der Justiz
- Die Förderung von politischer, kultureller, sozialer und traditioneller Toleranz
- Die Förderung von Inanspruchnahme, Rechenschaftspflicht und Transparenz der öffentlichen Verwaltung
- Die Förderung einer repräsentativen und dezentralen Staatsmacht auf der Grundlage aktiver und informierter politischer Partizipation

## Kernaktivitäten
- Human Rights Monitoring
- Veröffentlichungen und Forschung

- Presseaussendung
- Special Reports
- Namibia Human Right Report

- Civic Education Programs
- Training und Personalentwicklung (Capacity Building)
- Juristische Vertretung, Lobbying und Netzwerkbildung
- Humanitäre Unterstützung